# Mosquée Abdelhamid Ben Badis
La Mosquée Abdelhamid Ben Badis (en arabe : مسجد عبد الحميد بن باديس), est une mosquée située à Oran (Algérie). 
Pouvant accueillir jusqu'à 25 000 personnes, et comportant un minaret de 104 mètres de hauteur, il s'agit de la plus grande mosquée de la ville d'Oran et de toute sa région.
La mosquée est inaugurée en 2015.

## Historique

### Construction
Les premiers travaux de construction de la mosquée commencent au début de l'année 2000. En 2007, sur décision du président Abdelaziz Bouteflika, le projet de construction de la mosquée est financé sur le budget de l’État. Le coût total du projet s'élève à 8,5 milliards de dinars algériens.

### Inauguration
L'inauguration a lieu le 17 avril 2015 en présence de Mohamed Aïssa, ministre des Affaires religieuses et des Wakfs.

## Architecture
La mosquée se compose de deux grandes salles de prière ainsi que d'une esplanade, pouvant accueillir 25 000 fidèles.

Le parking de la mosquée peut recevoir 600 véhicules.

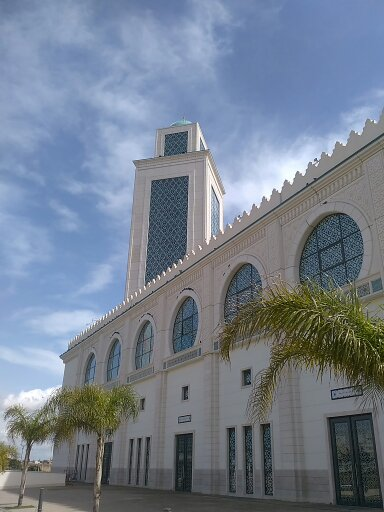
Minaret de la mosquée